# Zoran Radisavljević
Zoran Radisavljević, slovenski športni reporter, * 3. april 1978, Ljubljana.
Radisavljević je športni novinar in reporter. Med leti 1998 in 2015 je delal na TV Slovenija in prenašal tekme alpskega smučanja za ženske (od 2007 do 2013) in hokeja na ledu. Poročal je z Olimpijskih iger v Vancouvru 2010 in Sočiju 2014, ter z osmih svetovnih prvenstev v hokeju na ledu (med 2003 in 2013) in treh svetovnih prvenstev v alpskem smučanju (2009, 2011, 2013). Od leta 2016 dela na komercialni športni televiziji SportKlub, kjer prenaša tekme hokeja na ledu, ragbija, odbojke, tenisa, ameriškega nogometa, tenisa in golfa.